# Stairway to Heaven
Stairway to Heaven (срп. Степениште до раја) је песма енглеског рок бенда Лед зепелин. Написали су је гитариста Џими Пејџ и певач Роберт Плант за четврти студијски албум Led Zeppelin IV (1971). То је најпопуларнија песма на радио-станицама у САД, иако у тој земљи никада није објављена као сингл. Због своје изузетно квалитетне композиције и ритма, као и због разних контроверзи везаних за текст, песма се сматра, по многим рок критичарима, једном од најбољих рок песама икада направљених.